# Радіогалактика

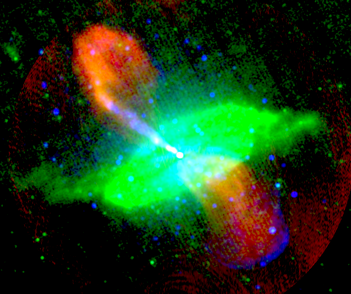
Центавр А. Комбіноване зображення у радіохвилях (червоний колір), інфрачервоному випромінюванні (на довжині хвилі 24 мікрони, зелений) та ренгенівському випромінюванні (синій).

Радіогалактика — тип галактик, які характерні суттєво більшим радіовипромінюванням, ніж звичайні галактики. Радіовипромінювання «найяскравіших» радіогалактик перевищує їх оптичну світність у тисячу разів. Радіовипромінювальні зони мають різну морфологічну структуру:
- компактне ядро розміром кілька парсек, що збігається з оптичним центром батьківської галактики;
- протяжні радіопорожнини, розташовані з протилежних боків батьківської галактики та віддалені від неї на кілька мегапарсек[note 1];
- джети, які поєднують ядро та радіопорожнини;

Квазари, які раніше виділялися в окремий тип об'єктів, зараз вважаються ядрами активних і далеких галактик. Відповідно, радіо-гучні квазари також відносяться до радіогалактик.
Станом на 2019 рік відомо кілька мільйонів радіогалактик.
Зазвичай радіогалактиками є великі еліптичні галактики типу E, а також галактики типів D, DE, cD, рідше N.

## Загальний опис
Виділення радіогалактик як окремого класу є досить умовним, оскільки всі галактики випромінюють у радіодіапазоні. Втім, інтенсивність випромінювання може відрізнятися на багато порядків (1037−1045 ерг/с). Радіогалактики випромінюють більше 1042 ерг/с у цьому діапазоні.
Випромінювання радіогалактик має синхротронну природу. Це підтверджується його поляризацією і спектральними характеристиками. Активність деяких галактик пов'язана з активним зореутворенням і спалахами наднових — при темпі зореутворення близько 5 мас Сонця на рік їх можна віднести до радіогалактик. Проте, випромінення найактивніших галактик має незоряну природу, і пов'язано з активними ядрами. Речовина падає на центральну чорну діру утворюючи акреційний диск, у якому завдяки тертю дуже нагрівається. Якщо приток матерії до диску, і, відповідно, випромінювана енергія, достатньо великі, ядро галактики називають активним. Спектри випромінювання активних ядер відрізняються — деякі з них дуже активно випромінюють у радіодіапазоні. Такі об'єкти називають радіо-голосними (англ. Radio-Loud), на противагу радіо-тихим (англ. Radio-Quiet), що переважно випромінюють у оптичному діапазоні. Частка радіо-голосних ядер залежить від маси галактики, і зростає від нуля для галактик з масою 1010 сонячних до 30 % для важких галактик з масою більше 5×1012 сонячних.
Особливістю радіо-голосних активних ядер є джети — струмені речовини, що викидаються на релятивістських швидкостях перпендикулярно акреційному диску, зазвичай з обох боків. Виникнення джетів пов'язано з взаємодією заряджених частинок акреційного диску з сильними магнітними полями. Механізми їх утворення не зрозумілі до кінця, проте, ймовірно вони пов'язані з дуже швидким обертанням центральної чорної діри. Також, у багатьох галактиках, що містять радіо-голосні активні ядра, можна бачити сліди нещодавніх (менше мільярда років тому) зіткнень з іншими галактиками. Іншою ознакою важливості злиття галактик є те, що радіо-голосні активні ядра ніколи не спостерігаються у спіральних галактиках, а лише у еліптичних і близьких до них. За сучасними уявленнями, еліптичні галактики утворюються саме при зіткненнях.
Релятивістські частинки у джетах, рухаючись у магнітному полі галактики випускають синхротронне випромінювання. Через порівняно низькі магнітні поля галактик (до 10−4 ерстед у радіоструктурах галактичного масштабу, і до 10−2 ерстед у ядрах), максимум енергії випромінюється у радіодіапазоні.
Зазвичай, радіогалактики мають дві зони максимально інтенсивного випромінювання, які знаходяться симетрично по обидва боки від ядра.

## Історія
У 1946 році британські астрономи Хей, Парсонс та Філліпс, досліджуючи розподіл по небу випромінювання на довжині хвилі 4,7 м виявили в сузір'ї Лебедя потужне джерело такого випромінювання. Незважаючи на низьку роздільну здатність апаратури, вони змогли встановити, що джерело має розміри менше за 2°. Протягом наступних двох років розташування і розміри джерела у Лебеді уточнювались, а у 1948 році було відкрито ще одне потужне джерело у Кассіопеї (Мартіном Райлом і Френсісом Ґрем-Смітом) а також кілька менш потужних у сузір'ях Діви, Геркулеса, Центавра і Тельця(Джоном Болтоном). Джерела у Діві і Центаврі були зіставлені з галактиками NGC 4486 і NGC 5128.
У 1950 році був опублікований каталог, що містив вже 18 космічних радіоджерел. Тоді ж була відкрита особливість космічного радіовипромінювання — ступенева залежність інтенсивності від частоти.
У 1952 році у каталозі Міллса було перераховано 77 джерел, які були розділені на 2 класи:
- Потужні джерела, що знаходяться у площині Чумацького шляху (подальші дослідження показали, що такі джерела мають порівняно великий кутовий розмір)
- Слабкі джерела, хаотично розкидані по небу. Після спроб виміряти їх паралакс, стало зрозуміло, що вони знаходяться за межами нашої Галактики[9].

Джерела першого класу виявилися рештками наднових зірок, а другого — отримали назву радіогалактики.

## Класифікація Фанароффа-Райлі

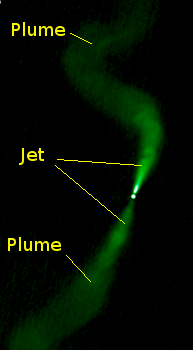
Галактика 3C31, що належить до типу FR-I

У 1974 році Берні Фанарофф і Джулія Райлі розробили систему класифікації радіогалактик і квазарів, що використовується і зараз. Ключовим показником у цій системі є співвідношення відстані між найяскравішими зонами випромінювання по обидва боки від ядра і загального розміру випромінюючої області. Цей показник позначають як RFR, і, якщо він менший за 0,5 — галактику відносять до класу I, а якщо більше — до класу II.
Джерела класу I зазвичай менш яскраві. Наприклад, на частоті випромінювання 178 МГц — майже всі галактики, світність яких нижча за
{\displaystyle L(178\mathrm {MHz} )\lessapprox 2\times 10^{25}h_{100^{-2}}\mathrm {WHz} ^{-1}\mathrm {str} ^{-1}}
належать до класу I, а ті, у яких вища — до класу II. На більш високих частотах розділення не таке різке, і класи сильно перекриваються.

### Клас FR-I
Такі галактики мають випромінюючі зони, що знаходяться досить далеко від компактної яскравої зони. У 80 % випадків такі галактики мають джети. До цього класу часто належать великі і яскраві галактики типів D і cD (за Морганом), що знаходяться в густо населених скупченнях, багатих газом, під час руху через який утворюються довгі «хвости».
Пил у таких галактиках сконцентрований біля ядра, і складається з порівняно невеликих частинок.
Галактики цього класу зазвичай є старішими ніж другого, і можливо походять від них еволюційно.

### Клас FR-II

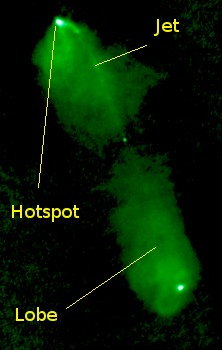
Галактика 3C98, що належить до типу FR-II

Такі галактики мають дві яскраві зони, що знаходяться на значній відстані одна від одної, і менш яскравий простір між ними. Вони рідко мають джети (вони фіксуються лише у 10 % галактик), кути розходження джетів менші (4° проти 7-8° у класу I), і часто є односторонніми. Типові представники цього класу — гігантські еліптичні галактики. Проте, детальніший аналіз показує, що практично всі еліптичні радіогалактики мають нетипову морфологію — дископодібні структури, спіральні рукави, кілька ядер. Іноді ці структури можна пояснити взаємодією з іншими галактиками.
Ймовірно, рівень акреції на центральну чорну діру у таких галактик значно вищий ніж у першого класу, а самі чорні дірки обертаються швидше.
Також, другий клас має більше спектральне різномаїття. Тоді як спектри галактик FR-I переважно містять лише лінії низької іонізації, у спектрах FR-II зустрічаються і емісійні лінії сильно іонізованих атомів.

## Відомі радіогалактики
Серед відомих радіогалактик можна виділити:
- Лебідь А — потужне позагалактичне джерело радіовипромінювання, перша відкрита радіогалактика
- Центавр A (NGC 5128) — найближча до Сонячної системи радіогалактика (відстань 4 Мпк)
- Діва А (M87, NGC 4486) — одна з наймасивніших галактик у скупченні Діви
- Піч А